# Sławoborze (stacja kolejowa)
Sławoborze –Założona w 1895 roku zlikwidowana stacja kolei wąskotorowej (Białogardzka Kolej Dojazdowa) w Sławoborzu, w województwie zachodniopomorskim, w Polsce. Stacja była końcową dla linii z Gościna. Linia oraz stacja została zamknięta w 1991 roku a w 2006 roku została fizycznie zlikwidowana.

## Historia
Historia stacji w Sławoborzu zaczyna się w 1895 przy założeniu linii kolejowej Gościno-Sławoborze kiedy to pociągi zaczęły po niej kursować. 1898 powstał projekt wybudowania ze Sławoborza kolei wąskotorowej do Świdwina, ale projekt nie doczekał się realizacji.  Po zakończeniu II Wojny Światowej kiedy tereny zostały przejęte przez Polskę kolej zaczęła się odbudowywać po zniszczeniu w czasie wojny. Sławoborska stacja kolejowa została przydzielona do Kołobrzeskiej Kolei Wąskotorowej. Do roku 1952 pociągi pasażerskie kursowały tylko na linii do Gościna, lecz w 1952 roku zostało wybudowane połączenie między stacją Lepino Trójkąt a Rarwino co spowodowało rozpoczęcie kursowania pociągów ze stacji w Sławoborzu do Białogardu. W 1958 roku ze Sławoborza przestały kursować pociągi pasażerskie do Gościna. W Sławoborzu pracował zawiadowca stacji oraz w Sławoborzu był punkt załadunkowy drewna na wagony. W latach 90 po rewolucji ustrojowej na kolei zaczęło się zmniejszanie kosztów i skutkiem tego było zamknięcie kolei w Sławoborzu w roku 1991 i rozebraniem stacji 2006. Jednak przed rozebraniem stacji dużo metalowej infrastruktury kolejowej zostało skradzionych przez lokalną ludność.